# Djugu (territorium)
Djugu is een territorium (territoire) in de Democratische Republiek Congo. Het een van de vijf territoria van de provincie Ituri. Het heeft een oppervlakte van 8.730 km² en een bevolking van naar schatting 2.945.000. Hiermee is Djugu het dichtbevolkte territorium van Ituri.

## Bestuur
Het territorium is opgericht in 1955.
Het is onderverdeeld in één stad (Djugu), vier sectoren (Walendu Pitsi, Walendu Djatsi, Walendu Tasti en Banyali-Kilo) en zeven chefferies.

## Geografie

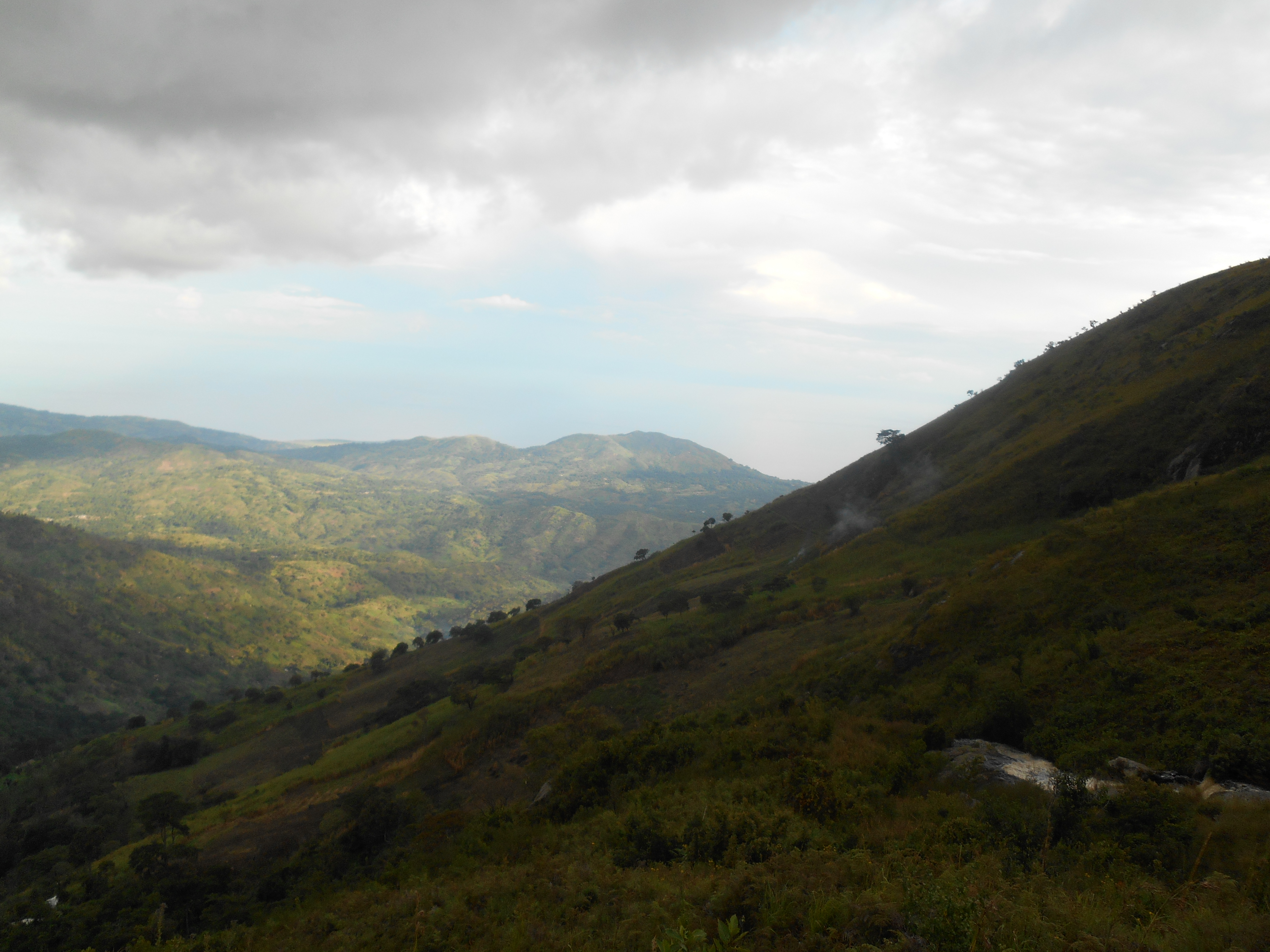
Vallei van de Kodda

Djugu grenst in het oosten aan het Albertmeer. Verder grenst het aan de territoria Aru, Mahagi, Irumu en Mambasa (Ituri) en Watsa (Haut-Uele).
Het gebied is heuvelachtig tot bergachtig (het Lenduplateau) en varieert in hoogte van 620 meter tot 2.300 meter (Mont Aboro). De Ituri, Nizi, Shari, Abombi en Tse zijn de belangrijkste rivieren. De vegetatie bestaat voornamelijk uit savanne, met bossen in het oosten en tropisch woud in het westen.
De autoweg RN27 doorkruist het territorium van noord naar zuid.

## Bevolking
De grootste bevolkingsgroep zijn de Lendu. Andere bevolkingsgroepen zijn de Hema, Mambisa, Ndo en Nyali. Er leven ook kleine groepen pygmeeën (Mbuti). De regionale voertaal is Lendu maar de nationale talen Swahili en Lingala worden er ook gesproken.
De bevolking leeft voornamelijk van landbouw en de visvangst (op het Albertmeer). Er wordt op artisanale maar ook op industriële wijze goud gewonnen.